# Pohroní
Pohroní (též Pohronský region cestovního ruchu) je slovenský region a region cestovního ruchu.
Jako region cestovního ruchu oficiálně zahrnuje:
- okres Banská Bystrica
- okres Banská Štiavnica
- okres Zvolen
- okres Žarnovica
- okres Žiar nad Hronom
- okres Detva